# Dioscorea quartiniana
Dioscorea quartiniana är en enhjärtbladig växtart som beskrevs av Achille Richard. Dioscorea quartiniana ingår i släktet Dioscorea och familjen Dioscoreaceae. Inga underarter finns listade i Catalogue of Life.